# یوسفیه (استان تیسمسیلت)
یوسفیه (به عربی: الیوسفیة) یک شهرداری در الجزایر است که در استان تسمسیلت واقع شده‌است. یوسفیه ۲٬۲۵۴ نفر جمعیت دارد.